# 1346
| 1346               |
| ------------------ |
| Dødsfald - Fødsler |
| • Begivenheder     |

| Gregoriansk kalender | 1346 MCCCXLVI           |
| Ab urbe condita      | 2099                    |
| Armensk kalender     | 795 ԹՎ ՉՂԵ              |
| Kinesiske kalender   | 4042 – 4043 乙酉 – 丙戌 |
| Etiopisk kalender    | 1338 – 1339             |
| Jødisk kalender      | 5106 – 5107             |
| Hindukalendere       |                         |
| - Vikram Samvat      | 1401 – 1402             |
| - Shaka Samvat       | 1268 – 1269             |
| - Kali Yuga          | 4447 – 4448             |
| Iransk kalender      | 724 – 725               |
| Islamisk kalender    | 747 – 748               |

Konge i Danmark: Valdemar 4. Atterdag 1340-1375
Se også 1346 (tal)

## Begivenheder

### Udateret
- Den Tyske orden køber Estland af Danmark
- Neksø fik købstadsrettigheder

### Juli
- 11. juli - Karl 4. bliver valgt til romersk konge (titlen for en kejser af det tysk-romerske rige, før han bliver kronet af paven)

### August
- 26. august – Slaget ved Crecy i Frankrig under 100-års krigen udkæmpes, og for første gang i verdenshistorien bliver der brugt kanoner

### Oktober
- 17. oktober – Slaget ved Neville's Cross